# UEFAヨーロッパカンファレンスリーグ 2021-22 決勝トーナメント
UEFAヨーロッパカンファレンスリーグ 2021-22 決勝トーナメント (英語：UEFA Europa Conference League 2021-22 knockout phase)は2022年2月17日から5月25日まで開催される予定のUEFAヨーロッパカンファレンスリーグ 2021-22本戦の最終ステージである。今シーズンからグループリーグを1位で勝ち抜いた8チームがラウンド16へ、2位で勝ち抜いた8チームがUEFAヨーロッパリーググループリーグ3位の8チームとプレーオフラウンドで戦う方式に変更された。決勝戦は2022年5月25日にアルバニア・ティラナのアレーナ・コムバターレで行われる。
決勝戦以外はホーム・アンド・アウェー方式で行われる。2試合の合計得点が多いチームが次のラウンドへ勝ち進むが、2021年6月24日にUEFAは、1965年以来使用されてきたすべてのUEFAクラブ大会でアウェーゴールルールの廃止を承認。2試合合計が同じだった場合は、30分の延長戦が行われる。120分終了後同点の場合、PK戦で勝敗が決定される。

## 日程
| ラウンド   | 抽選日         | 第一戦                                                     | 第二戦                                                     |
| ---------- | -------------- | ---------------------------------------------------------- | ---------------------------------------------------------- |
| プレーオフ | 2021年12月13日 | 2022年2月17日                                              | 2022年2月24日                                              |
| ラウンド16 | 2021年2月25日  | 2022年3月10日                                              | 2022年3月17日                                              |
| 準々決勝   | 2022年3月18日  | 2022年4月7日                                               | 2022年4月14日                                              |
| 準決勝     | 2022年3月18日  | 2022年4月28日                                              | 2022年5月5日                                               |
| 決勝       | 2022年3月18日  | 2022年5月25日 アレーナ・コムバターレ, アルバニア・ティラナ | 2022年5月25日 アレーナ・コムバターレ, アルバニア・ティラナ |

## 抽選
決勝トーナメント・プレーオフの組み分けでは、グループ２位通過クラブ8クラブがシードされ、ヨーロッパリーググループ3位の8チームはノーシードになる。シードチーム同士、ノーシード同士は対戦しない。また同じ国のクラブ同士でも対戦しない。ヨーロッパリーグ3位のクラブが第1戦のホームになる。
ラウンド16の組み分けでは、グループ1位通過8クラブがシードされ、プレーオフの勝者8クラブはノーシードになる。シードチーム同士、ノーシード同士は対戦しない。また同じ国のクラブ同士、さらに仮にグループ2位通過クラブが勝ち上がった場合は、グループ・ラウンドで同組だったクラブとも対戦しない。プレーオフの勝者8クラブが第1戦のホームになる。

### ヨーロッパカンファレンスリーグGS通過チーム
| グループ | 首位チーム (ラウンド16) | 2位チーム (プレーオフ) |
| -------- | ----------------------- | ---------------------- |
| A        | LASK                    | マッカビ・テルアビブ   |
| B        | ヘント                  | パルチザン             |
| C        | ローマ                  | ボデ/グリムト          |
| D        | AZ                      | ラナース               |
| E        | フェイエノールト        | スラヴィア・プラハ     |
| F        | コペンハーゲン          | PAOK                   |
| G        | レンヌ                  | フィテッセ             |
| H        | バーゼル                | カラバフ               |

### ヨーロッパリーグGS3位チーム
| グループ | 3位チーム (プレーオフ) |
| -------- | ---------------------- |
| A        | スパルタ・プラハ       |
| B        | PSV                    |
| C        | レスター・シティ       |
| D        | フェネルバフチェ       |
| E        | マルセイユ             |
| F        | ミッティラン           |
| G        | セルティック           |
| H        | ラピード・ウィーン     |

## 決勝トーナメントプレーオフ
決勝トーナメントプレーオフの組み合わせ抽選会は2021年12月13日に行われた。

| チーム #1          | 合計         | チーム #2            | 第1戦 | 第2戦      |
| ------------------ | ------------ | -------------------- | ----- | ---------- |
| マルセイユ         | 6 - 1        | カラバフ             | 3-1   | 3-0        |
| PSV                | 2 - 1        | マッカビ・テルアビブ | 1-0   | 1-1        |
| フェネルバフチェ   | 4 - 6        | スラヴィア・プラハ   | 2-3   | 2-3        |
| ミッティラン       | 2 - 2 (3–5p) | PAOK                 | 1-0   | 1-2 (延長) |
| レスター・シティ   | 7 - 2        | ラナース             | 4-1   | 3-1        |
| セルティック       | 1 - 5        | ボデ/グリムト        | 1-3   | 0-2        |
| スパルタ・プラハ   | 1 - 3        | パルチザン           | 0-1   | 1-2        |
| ラピード・ウィーン | 2 - 3        | フィテッセ           | 2-1   | 0-2        |

### 試合
| 2022年2月17日 21:00 |

| マルセイユ                        | 3 - 1    | カラバフ  |
| ミリク 41分, 44分 · パイェ 90+2分 | レポート | カジ 85分 |

| スタッド・ヴェロドローム, マルセイユ 観客数: 25,713人 主審: ニコラ・ダバノヴィッチ |

| 2022年2月24日 18:45 (20:45 AZT) |

| カラバフ | 0 - 3    | マルセイユ                                                |
|          | レポート | ゲイェ 12分 · ゲンドゥージ 77分 · デ・ラ・フエンテ 90+2分 |

| トフィク・バフラモフ・スタジアム, バクー 観客数: 27,783人 主審: バルトシュ・フランコフスキ |

二試合合計スコア 6 - 1でマルセイユがラウンド16進出
| 2022年2月17日 18:45 |

| PSV         | 1 - 0    | マッカビ・テルアビブ |
| ガクポ 11分 | レポート |                      |

| PSVスタディオン, アイントホーフェン 観客数: 14,280人 主審: グレン・ニーベリ |

| 2022年2月24日 18:45 (19:45 IDT) |

| マッカビ・テルアビブ | 1 - 1    | PSV               |
| Saborit 90+1分       | レポート | フェルテセン 85分 |

| ブルームフィールド・スタジアム, テルアビブ 観客数: 28,058人 主審: ハラルト・レヒナー |

二試合合計スコア 2 - 1でPSVがラウンド16進出
| 2022年2月17日 18:45 (19:45 TRT) |

| フェネルバフチェ                  | 2 - 3    | スラヴィア・プラハ                            |
| ペルカス 58分 · カディオグル 83分 | レポート | トラオレ 45分 · ドーリー 62分 · リングル 64分 |

| シュクリュ・サラジオウル・スタジアム, イスタンブール 観客数: 30,094人 主審: マウリツィオ・マリアーニ |

| 2022年2月24日 21:00 |

| スラヴィア・プラハ               | 3 - 2    | フェネルバフチェ            |
| シュランツ 19分 · Sor 27分, 63分 | レポート | Yandaş 39分 · ベリシャ 90分 |

| エデン・アレナ, プラハ 観客数: 10,120人 主審: クリス・カヴァナー |

二試合合計スコア 6 - 4でスラヴィア・プラハがラウンド16進出
| 2022年2月17日 18:45 |

| ミッティラン      | 1 - 0    | PAOK |
| アンデション 20分 | レポート |      |

| アリーナ・ヘアニング, ヘアニング 観客数: 7,088人 主審: クレイグ・ポーソン |

| 2022年2月24日 21:00 (22:00 EET) |

| PAOK                                               | 2 - 1 (延長) | ミッティラン                    |
| ジヴコヴィッチ 20分 · ヴィエイリーニャ 26分        | レポート     | ヘー 80分                       |
|                                                    | PK戦         |                                 |
| チョラク シジクレイ Schwab ミトリツァ クルティッチ | 5–3          | マイヤー アンデション Dyhr Lind |

| トゥンバ・スタジアム, テッサロニキ 観客数: 7,468人 主審: ラウレンツ・フィセル |

二試合合計スコア 2 - 2,PK戦 5 - 3でPAOKがラウンド16進出
| 2022年2月17日 21:00 (20:00 GMT) |

| レスター・シティ                                                        | 4 - 1    | ラナース                 |
| ディディ 23分 · バーンズ 49分 · ダカ 55分 · デューズバリー＝ホール 74分 | レポート | Hammershøy-Mistrati 45分 |

| レスター・シティ・スタジアム, レスター 観客数: 25,242人 主審: ラドゥ・ペトレスク |

| 2022年2月24日 18:45 |

| ラナース    | 1 - 3    | レスター・シティ                     |
| オデイ 84分 | レポート | バーンズ 2分 · マディソン 70分, 74分 |

| ラナース・スタディオン, ラナース 観客数: 8,948人 主審: イルファン・ペリト |

二試合合計スコア 7 - 2でレスター・シティがラウンド16進出
| 2022年2月17日 21:00 (20:00 BST) |

| セルティック  | 1 - 3    | ボデ/グリムト                                            |
| 前田大然 79分 | レポート | エスペヨルド 7分 · ペレグリーノ 55分 · ヴェトレセン 81分 |

| セルティック・パーク, グラスゴー 観客数: 54,926人 主審: アンドリス・トレイマニス |

| 2022年2月24日 18:45 |

| ボデ/グリムト                    | 2 - 0    | セルティック |
| ソルバッケン 9分 · Vetlesen 69分 | レポート |              |

| アスプミラ・スタディオン, ボードー 観客数: 5,801人 主審: セルゲイ・イワノフ |

二試合合計スコア 5 - 1でボデ/グリムトがラウンド16進出
| 2022年2月17日 21:00 |

| スパルタ・プラハ | 0 - 1    | パルチザン  |
|                  | レポート | メニフ 78分 |

| レトナ・スタジアム, プラハ 観客数: 1,000人 主審: アンドレアス・エクベリ |

| 2022年2月24日 18:45 |

| パルチザン      | 2 - 1    | スパルタ・プラハ |
| Gomes 7分, 24分 | レポート | フロジェク 85分  |

| スタディオン・パルチザーナ, ベオグラード 観客数: 13,864人 主審: ゲオルギ・カバコフ |

二試合合計スコア 3 - 1でパルチザンがラウンド16進出
| 2022年2月17日 18:45 |

| ラピード・ウィーン           | 2 - 1    | フィテッセ    |
| ドライフ 1分 · グリュル 16分 | レポート | オペンダ 74分 |

| ヴェストシュターディオン, ウィーン 観客数: 10,700人 主審: ドナタス・ルムシャス |

| 2022年2月24日 21:00 |

| フィテッセ                 | 2 - 0    | ラピード・ウィーン |
| グルビッチ 3分 · ベロ 19分 | レポート |                    |

| ヘルレドーム, アーネム 観客数: 13,517人 主審: ヤコブ・ケーレト |

二試合合計スコア 3 - 2でフィテッセがラウンド16進出

## ラウンド16
ラウンド16の組み合わせ抽選会は2022年2月25日に行われた。

| チーム #1          | 合計  | チーム #2        | 第1戦 | 第2戦      |
| ------------------ | ----- | ---------------- | ----- | ---------- |
| マルセイユ         | 4 - 2 | バーゼル         | 2-1   | 2-1        |
| レスター・シティ   | 3 - 2 | レンヌ           | 2-0   | 1-2        |
| PAOK               | 3 - 1 | ヘント           | 1-0   | 2-1        |
| フィテッセ         | 1 - 2 | ローマ           | 0-1   | 1-1        |
| PSV                | 8 - 4 | コペンハーゲン   | 4-4   | 4-0        |
| スラヴィア・プラハ | 7 - 5 | LASK             | 4-1   | 3-4        |
| ボデ/グリムト      | 4 - 3 | AZ               | 2-1   | 2-2 (延長) |
| パルチザン         | 3 - 8 | フェイエノールト | 2-5   | 1-3        |

### 試合
| 2022年3月10日 21:00 |

| マルセイユ               | 2 - 1    | バーゼル        |
| ミリク 19分 (pen.), 68分 | レポート | エスポジト 79分 |

| スタッド・ヴェロドローム, マルセイユ 観客数: 22,992人 主審: イルファン・ペリト |

| 2022年3月17日 18:45 |

| バーゼル    | 1 - 2    | マルセイユ                    |
| ンドイ 62分 | レポート | ウンデル 74分 · ロニエ 90+3分 |

| ザンクト・ヤコブ・パルク, バーゼル 観客数: 22,081人 主審: アルトゥール・ソアレス・ディアス |

二試合合計スコア 4 - 2でマルセイユが準々決勝進出
| 2022年3月10日 21:00 (20:00 GMT) |

| レスター・シティ                          | 2 - 0    | レンヌ |
| オルブライトン 30分 · イヘアナチョ 90+3分 | レポート |        |

| レスター・シティ・スタジアム, レスター 観客数: 25,848人 主審: オレル・グリンフェルド |

| 2022年3月17日 18:45 |

| レンヌ                   | 2 - 1    | レスター・シティ |
| ブリジョー 8分 · テ 75分 | レポート | フォファナ 51分  |

| ロアゾン・パルク, レンヌ 観客数: 27,000人 主審: アナスタシオス・シディロプロス |

二試合合計スコア 3 - 2でレスター・シティが準々決勝進出
| 2022年3月10日 18:45 (19:45 EET) |

| PAOK              | 1 - 0    | ヘント |
| クルティッチ 58分 | レポート |        |

| トゥンバ・スタジアム, テッサロニキ 観客数: 9,098人 主審: バルトシュ・フランコフスキ |

| 2022年3月17日 21:00 |

| ヘント            | 1 - 2    | PAOK                                        |
| ドゥポワトル 40分 | レポート | クレスポ 20分 · ドウグラス・アウグスト 77分 |

| KAAヘント・スタジアム, ヘント 観客数: 12,388人 主審: ダニエル・ジーベルト |

二試合合計スコア 3 - 1でPAOKが準々決勝進出
| 2022年3月10日 18:45 |

| フィテッセ | 0 - 1    | ローマ              |
|            | レポート | オリヴェイラ 45+1分 |

| ヘルレドーム, アーネム 観客数: 24,022人 主審: パヴェウ・ラチコフスキ |

| 2022年3月17日 21:00 |

| ローマ              | 1 - 1    | フィテッセ      |
| エイブラハム 90+1分 | レポート | ヴィッテク 62分 |

| スタディオ・オリンピコ, ローマ 観客数: 40,435人 主審: ラドゥ・ペトレスク |

二試合合計スコア 2 - 1でローマが準々決勝進出
| 2022年3月10日 21:00 |

| PSV                                             | 4 - 4    | コペンハーゲン                                     |
| ガクポ 21分, 70分 · 堂安律 50分 · ザハヴィ 85分 | レポート | ヨハンネソン 6分 · Biel 22分, 78分 · レラガー 43分 |

| PSVスタディオン, アイントホーフェン 観客数: 26,003人 主審: クレイグ・ポーソン |

| 2022年3月17日 18:45 |

| コペンハーゲン | 0 - 4    | PSV                                                     |
|                | レポート | ザハヴィ 10分, 79分 · ゲッツェ 38分 · マドゥエケ 90+1分 |

| パルケン・スタディオン, コペンハーゲン 観客数: 30,337人 主審: ウィリー・コルム |

二試合合計スコア 8 - 4でPSVが準々決勝進出
| 2022年3月10日 18:45 |

| スラヴィア・プラハ                                 | 4 - 1    | LASK       |
| Sor 4分, 29分 · オラインカ 82分 · I・トラオレ 85分 | レポート | Balić 67分 |

| エデン・アレナ, プラハ 観客数: 16,754人 主審: アンドリス・トレイマニス |

| 2022年3月17日 21:00 |

| LASK                                              | 4 - 3    | スラヴィア・プラハ                     |
| Wiesinger 36分, 76分 · Gruber 88分 · Schmidt 90分 | レポート | オラインカ 24分 · バー 37分 · Sor 62分 |

| NÖ Arena, ザンクト・ペルテン 観客数: 5,403人 主審: ラウレンツ・フィセル |

二試合合計スコア 7 - 5でスラヴィア・プラハが準々決勝進出
| 2022年3月10日 21:00 |

| ボデ/グリムト                                  | 2 - 1    | AZ              |
| ペレグリーノ 39分 · ソルバッケン 90+1分 (pen.) | レポート | アブクラル 73分 |

| アスプミラ・スタディオン, ボードー 観客数: 5,724人 主審: ニコラ・ダバノヴィッチ |

| 2022年3月17日 18:45 |

| AZ                      | 2 - 2 (延長) | ボデ/グリムト                      |
| パヴリディス 18分, 30分 | レポート     | ペレグリーノ 25分 · Sampsted 105分 |

| AZスタディオン, アルクマール 観客数: 15,024人 主審: イヴァン・クルジャリアク |

二試合合計スコア 4 - 3でボデ/グリムトが準々決勝進出
| 2022年3月10日 18:45 |

| パルチザン               | 2 - 5    | フェイエノールト                                                                  |
| ナトホ 13分 · Jović 46分 | レポート | トールンストラ 20分, 77分 · デセルス 51分 · ヘールトライダ 64分 · シニステラ 71分 |

| スタディオン・パルチザーナ, ベオグラード 観客数: 13,564人 主審: マウリツィオ・マリアーニ |

| 2022年3月17日 21:00 |

| フェイエノールト                              | 3 - 1    | パルチザン |
| デセルス 45分 · ネルソン 59分 · リンセン 90分 | レポート | Gomes 61分 |

| デ・カイプ, ロッテルダム 観客数: 40,850人 主審: アンソニー・テイラー |

二試合合計スコア 8 - 3でフェイエノールトが準々決勝進出

## 準々決勝
準々決勝の組み合わせ抽選会は2022年3月18日に行われた。

| チーム #1        | 合計  | チーム #2          | 第1戦 | 第2戦 |
| ---------------- | ----- | ------------------ | ----- | ----- |
| ボデ/グリムト    | 2 - 5 | ローマ             | 2-1   | 0-4   |
| フェイエノールト | 6 - 4 | スラヴィア・プラハ | 3-3   | 3-1   |
| マルセイユ       | 3 - 1 | PAOK               | 2-1   | 1-0   |
| レスター・シティ | 2 - 1 | PSV                | 0-0   | 2-1   |

### 試合
| 2022年4月7日 21:00 |

| ボデ/グリムト                | 2 - 1    | ローマ              |
| Saltnes 56分 · Vetlesen 89分 | レポート | ペッレグリーニ 43分 |

| アスプミラ・スタディオン, ボードー 観客数: 7,739人 主審: セルダル・ギョズュビュユク |

| 2022年4月14日 21:00 |

| ローマ                                         | 4 - 0    | ボデ/グリムト |
| エイブラハム 5分 · ザニオーロ 23分, 29分, 49分 | レポート |               |

| スタディオ・オリンピコ, ローマ 観客数: 61,942人 主審: ホセ・マリア・サンチェス・マルティネス |

二試合合計スコア 5 - 2でローマが準決勝進出
| 2022年4月7日 18:45 |

| フェイエノールト                              | 3 - 3    | スラヴィア・プラハ                              |
| シニステラ 10分 · セネシ 74分 · コクチュ 86分 | レポート | オラインカ 41分 · Sor 67分 · I・トラオレ 90+5分 |

| デ・カイプ, ロッテルダム 観客数: 42,163人 主審: ハリル・ウムト・メレル |

| 2022年4月14日 21:00 |

| スラヴィア・プラハ | 1 - 3    | フェイエノールト                     |
| I・トラオレ 14分   | レポート | デセルス 2分, 59分 · シニステラ 78分 |

| エデン・アレナ, プラハ 観客数: 19,370人 主審: デニス・アイテキン |

二試合合計スコア 6 - 4でフェイエノールトが準決勝進出
| 2022年4月7日 21:00 |

| マルセイユ                    | 2 - 1    | PAOK                  |
| ジェルソン 13分 · パイェ 45分 | レポート | エル・カドゥーリ 48分 |

| スタッド・ヴェロドローム, マルセイユ 観客数: 45,182人 主審: シモン・マルチニアク |

| 2022年4月14日 21:00 (22:00 EEST) |

| PAOK | 0 - 1    | マルセイユ  |
|      | レポート | パイェ 34分 |

| トゥンバ・スタジアム, テッサロニキ 観客数: 27,648人 主審: ダニー・マッケリー |

二試合合計スコア 3 - 1でマルセイユが準決勝進出
| 2022年4月7日 21:00 (20:00 BST) |

| レスター・シティ | 0 - 0    | PSV |
|                  | レポート |     |

| レスター・シティ・スタジアム, レスター 観客数: 31,327人 主審: イヴァン・クルジャリアク |

| 2022年4月14日 18:45 |

| PSV           | 1 - 2    | レスター・シティ                |
| ザハヴィ 27分 | レポート | マディソン 77分 · ペレイラ 88分 |

| PSVスタディオン, アイントホーフェン 観客数: 35,000人 主審: ブノワ・バスティアン |

二試合合計スコア 2 - 1でレスター・シティが準決勝進出

## 準決勝
準決勝の組み合わせ抽選会は2022年3月18日に行われた。

| チーム #1        | 合計  | チーム #2  | 第1戦 | 第2戦 |
| ---------------- | ----- | ---------- | ----- | ----- |
| レスター・シティ | 1 - 2 | ローマ     | 1-1   | 0-1   |
| フェイエノールト | 3 - 2 | マルセイユ | 3-2   | 0-0   |

### 試合
| 2022年4月28日 21:00 (20:00 BST) |

| レスター・シティ       | 1 - 1    | ローマ              |
| マンチーニ 67分 (o.g.) | レポート | ペッレグリーニ 15分 |

| レスター・シティ・スタジアム, レスター 観客数: 31,659人 主審: カルロス・デル・セロ・グランデ |

| 2022年5月5日 21:00 |

| ローマ            | 1 - 0    | レスター・シティ |
| エイブラハム 11分 | レポート |                  |

| スタディオ・オリンピコ, ローマ 観客数: 63,940人 主審: スルジャン・ヨヴァノヴィッチ |

二試合合計スコア 2 - 1でローマが決勝進出
| 2022年4月28日 21:00 |

| フェイエノールト                      | 3 - 2    | マルセイユ                      |
| デセルス 18分, 46分 · シニステラ 20分 | レポート | ディエン 28分 · ジェルソン 40分 |

| デ・カイプ, ロッテルダム 観客数: 24,500人 主審: マイケル・オリヴァー |

| 2022年5月5日 21:00 |

| マルセイユ | 0 - 0    | フェイエノールト |
|            | レポート |                  |

| スタッド・ヴェロドローム, マルセイユ 観客数: 49,315人 主審: ザンドロ・シェーラー |

二試合合計スコア 3 - 2でフェイエノールトが決勝進出

## 決勝
決勝は2022年5月25日にアルバニア・ティラナのアレーナ・コムバターレで行われた。
| ローマ            | 1 - 0    | フェイエノールト |
| ----------------- | -------- | ---------------- |
| - ザニオーロ 32分 | レポート |                  |